# Schizoceratomyia flavipes
Schizoceratomyia flavipes är en tvåvingeart som beskrevs av Carrera, Lopes och Lane 1947. Schizoceratomyia flavipes ingår i släktet Schizoceratomyia och familjen blomflugor. Inga underarter finns listade i Catalogue of Life.